# Kwas wanilinowy
Kwas wanilinowy (nazwa systematyczna: kwas 4-hydroksy 3-metoksybenzoesowy,  C8H8O4) – organiczny związek chemiczny, hydroksykwas aromatyczny, pochodna waniliny.
W temperaturze pokojowej formuje białe kryształki o zapachu wanilii. Występuje naturalnie w nasionach wanilii. Kwas wanilinowy używany jest jako związek zapachowy.